# Willebold von Berkheim

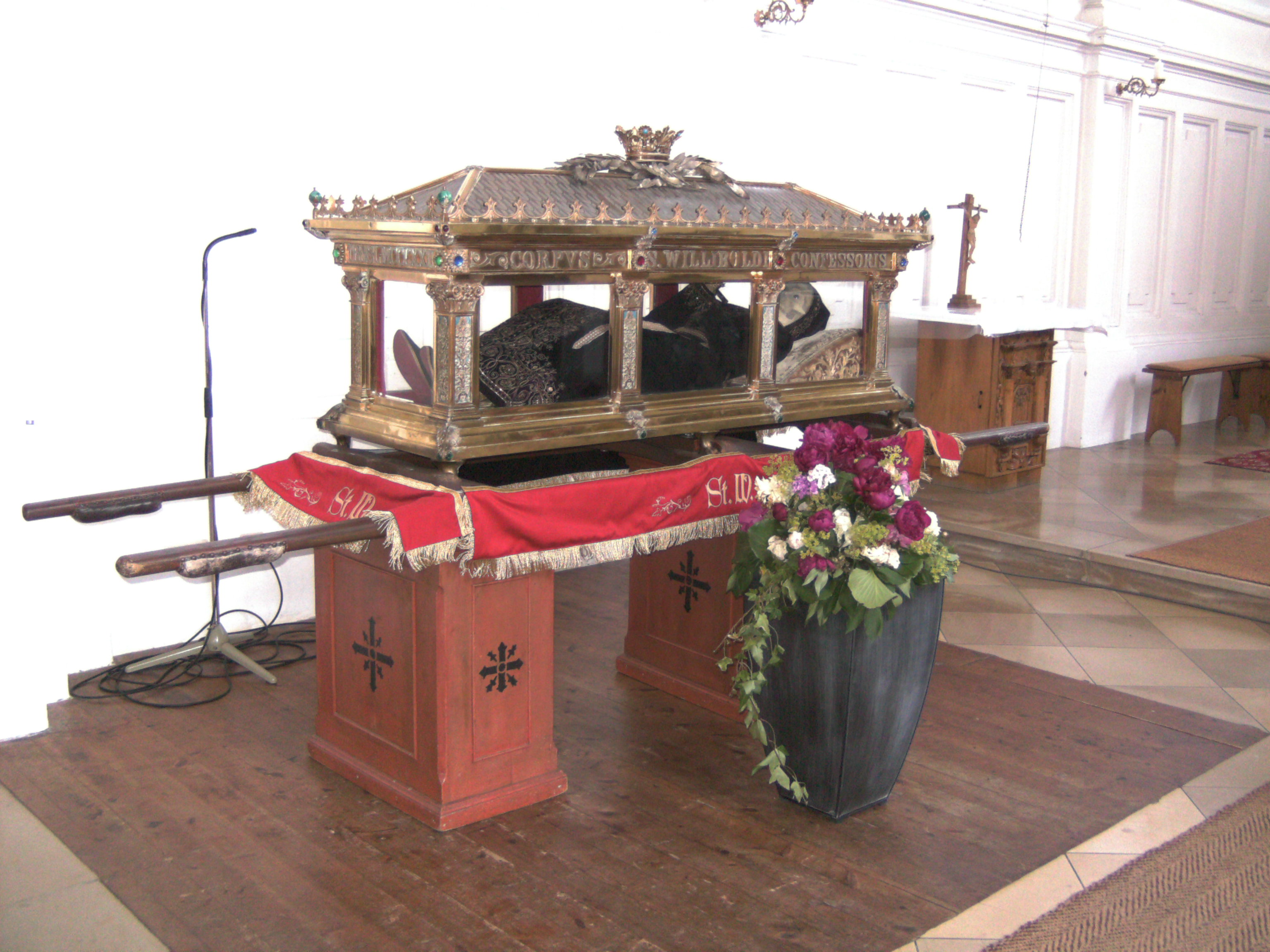
Reliquienschrein in St. Konrad Berkheim

Willebold von Berkheim (* in Calw; † 1230 in Berkheim) (althdt. von kühnem Willen) war ein christlicher Pilger, der unter ungeklärten Umständen auf seiner Rückreise vom Heiligen Land in Berkheim verstarb. Der offizielle Gedenktag ist der 2. November. Er ist Schutzpatron des Illertals. Der Leichnam des Heiligen befindet sich in einem Reliquienschrein der Kirche St. Konrad in Berkheim in Oberschwaben. Jedes Jahr am Sonntag nach dem 16. Juli feiert die Gemeinde Berkheim das Willeboldfest in Form einer Prozession und Eucharistiefeier zu Ehren des Heiligen.

## Legende
Der Legende nach wurde der spätere Heilige in Calw im heutigen Baden-Württemberg geboren. Er soll von adligem Geschlecht gewesen sein. Wie viele andere seiner Zeit machte er sich als Pilger, andere Quellen sprechen von einem Kreuzfahrer, auf den Weg zu den christlichen Stätten ins Heilige Land, dem damaligen Königreich Jerusalem. Als er im Jahre 1230 von dieser Pilgerfahrt zurückkehrte, starb er entkräftet in einer Scheune gegenüber der Gastwirtschaft zur Krone in Berkheim. Bei seinem Tod läuteten Glocken der Pfarrkirche angeblich von selbst. Zugleich habe sich die Luft mit himmlischer, zarter Musik erfüllt und Wohlgeruch den Verstorbenen umgeben, als er beerdigt wurde.
Nach seinem Tode setzte eine große Verehrung ein. 1273 wurde sein Leichnam vom späteren Propst Berthold von Marchtal in die Pfarrkirche St. Konrad von Berkheim überführt. Die sterblichen Überreste des Heiligen werden dort in einem Reliquienschrein, an der vorderen rechten Seite der Kirche aufbewahrt.

## Verehrung

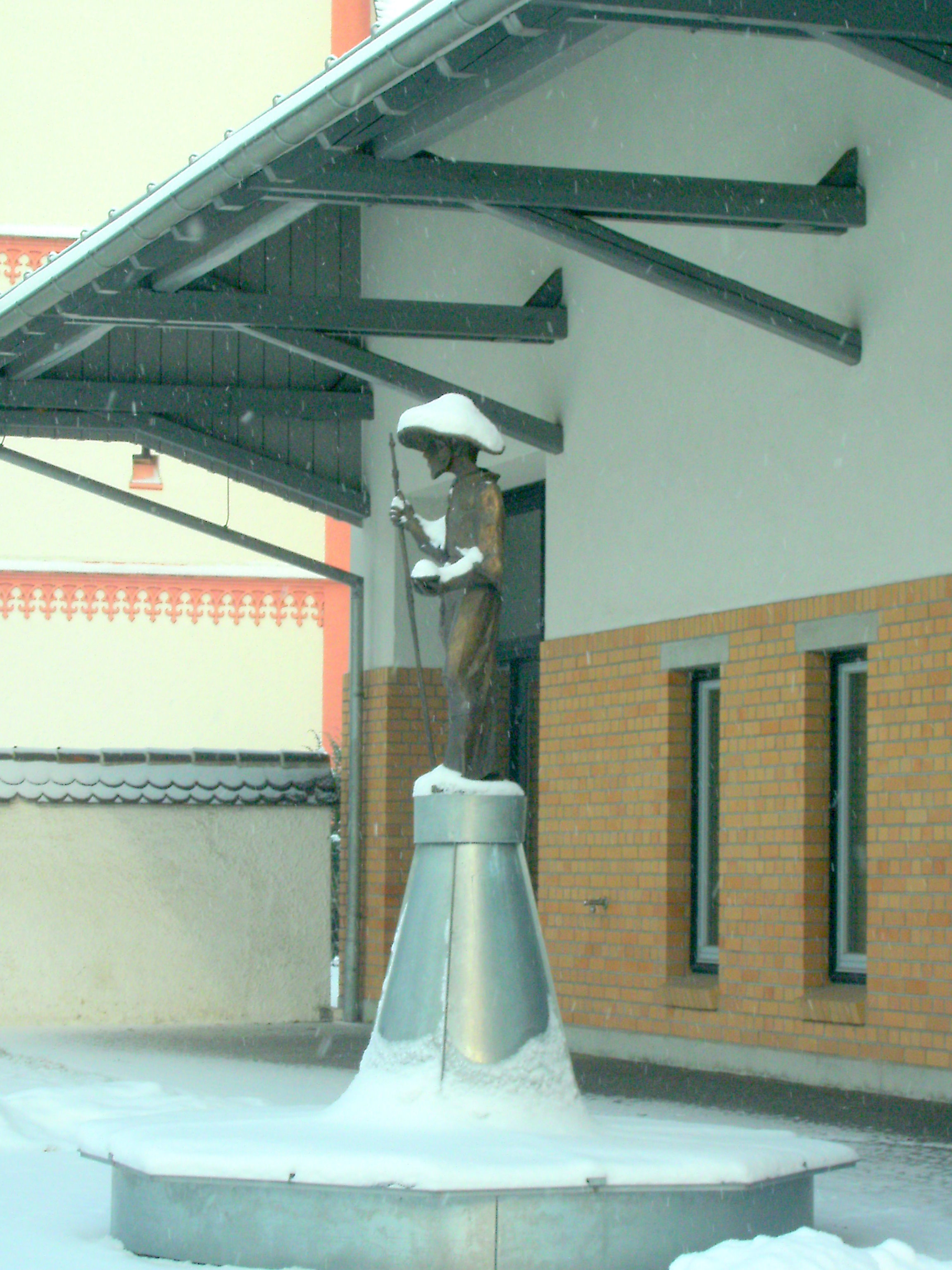
St. Willeboldbrunnen Berkheim

Der Roter Abt Willebold Held ließ ihm nach dem Kirchenbrand am 31. Mai 1785 einen neuen Sarkophag aus Stuckmarmor errichten. Michael von Jung schrieb über die Geschichte des Heiligen ein Theaterstück mit dem Namen Der heilige Willebold. Eine Legende aus dem dreizehnten Jahrhundert, das in der Gemeinde Berkheim zwischen 1820 und 1950 etwa alle zehn Jahre aufgeführt wurde. Für die folgenden Jahre erstellte Wendelin Ersing ein neues Stück für eine Freilichtbühne, das von 1956 bis 1969 gespielt wurde. Zum Jubiläumsjahr 1980 schrieb Pater Dr. Stephan Schaller aus Ettal eine neue Fassung. Allerdings griff Konstantin Maier 1991 wieder auf das Stück von Michael von Jung zurück.
Dass bis heute seine Verehrung sehr lebendig erhalten geblieben ist, ist zum größten Teil das Verdienst des Prämonstratenserklosters in Rot an der Rot. Willebold gilt als Patron des Illertales. Bis 1780 war sein Gedenktag in Berkheim alljährlich am 26. November. Gegenwärtig feiert die Pfarrgemeinde von Berkheim das Willebold-Fest jedes Jahr am Sonntag nach dem 16. Juli mit einer Eucharistiefeier und einer Prozession. Auch bei der jährlichen Fronleichnamsprozession wird der Reliquienschrein mitgeführt.
Für den kleinen Platz vor dem St.-Willebold-Stadel in unmittelbarer Nachbarschaft der Pfarrkirche St. Konrad entwarf der Künstler Josef Wehrle den Willeboldbrunnen.